# 哈哈農夫
《哈哈農夫》是中國大陸芒果TV推出的首檔沉浸式鄉村人文體驗明星真人秀。

## 節目信息
2019年3月1日播出30分鐘的先導片，首播平台為芒果TV。

每周五中午12點更新一集。

每周六中午12點更新會員搶先看原味專享版一集。

每周日到周四中午12點哈哈農夫養成記。

5月1日起調整為每周三更新一集節目，每周四原味專享版，周五至周二哈哈農夫養成記。

## 哈哈之家主要人物

### 固定成員
| 姓名   | 年齡          | 備註                                              |
| 賈乃亮 | 1984年4月12日 | 大哥，當家人， 掌管生活資金，家中大小事負責人     |
| 金 瀚  | 1993年6月7日  | 二哥，主勞力， 家族體力擔當，勞動分配負責人       |
| 楊超越 | 1998年7月31日 | 三姐，掌勺， 安排大家完成一日三餐製作             |
| 王 源  | 2000年11月8日 | 四弟，休閒活動， 農閒時發現並帶領家族體驗田園野趣 |

### 飛行嘉賓
| 姓名   | 年齡          | 嘉賓身分 | 參與集數 |
| 寧 靜  | 1972年4月27日 | 大表姊   | 8~9      |
| 喬 杉  | 1984年6月28日 | 大表舅   | 5~6      |
| 魏大勛 | 1989年4月12日 | 遠房二哥 | 10~12    |
| 沈夢辰 | 1989年6月13日 | 姑媽     | 8~9      |
| 董 力  | 1993年8月23日 | 大表哥   | 1~6      |

## 節目列表
| 次數 | 錄製        | 地點     | 集數 | 播出日期      | 內容                                                                |
| 1    | 1月24－27日 | 西雙版納 | 1    | 2019年3月8日  | 哈哈之家規 / 四天三晚曼掌村農夫生活                                 |
| 1    | 1月24－27日 | 西雙版納 | 2    | 2019年3月15日 | 用雙手幹農活 / 今日農事：砍甘蔗                                     |
| 1    | 1月24－27日 | 西雙版納 | 3    | 2019年3月22日 | 放牛娃 / 今日農事：香蕉地打工                                       |
| 2    | 2月25－28日 | 騰沖     | 4    | 2019年3月29日 | 鄰居託付牛、兔子、小豬 / 今日農事：生活資金歸零，摘菜賺取費用       |
| 2    | 2月25－28日 | 騰沖     | 5    | 2019年4月5日  | 家禽飼養、撈魚 / 今日農事：雪雞場打工                               |
| 2    | 2月25－28日 | 騰沖     | 6    | 2019年4月12日 | 舉辦晚會，王源發燒/今日農事：分組勞作，分別為採蜜組、油菜花田養護組 |
| 3    | 3月18－21日 | 海南     | 7    | 2019年4月19日 | 漁夫小當家 / 今日漁事：出海捕漁蟹                                   |
| 3    | 3月18－21日 | 海南     | 8    | 2019年4月26日 | 割仙人掌 / 今日漁事：凌晨3點出海捕魚                                |
| 3    | 3月18－21日 | 海南     | 9    | 2019年5月1日  | 西島漁村運動會 / 第一次家族野外露營活動                             |
| 4    | 4月13－16日 | 稻城亞丁 | 10   | 2019年5月8日  | 哈哈徽章賽 / 海拔四千米的禮物                                       |
| 4    | 4月13－16日 | 稻城亞丁 | 11   | 2019年5月15日 | 開犁節 / 耕地種青稞                                                 |
| 4    | 4月13－16日 | 稻城亞丁 | 12   | 2019年5月22日 | 帶領小朋友活動                                                      |
| 4    | 4月13－16日 | 稻城亞丁 | 13   | 2019年5月29日 | 最後回顧                                                            |

## 外部連接
- 哈哈農夫 - 芒果TV （页面存档备份，存于）
- 哈哈農夫的新浪微博